# Reinaldo Sagbini
Reinaldo „Rey“ Sagbini Echavez (* 18. November 1972 in Valledupar, Kolumbien) ist ein kolumbianischer Filmemacher, der in Berlin, Hamburg und Santa Marta, Kolumbien lebt.

## Leben und Werk
Reinaldo Sagbini ist das neunte Kind des Kaufmannes Antonio Sagbini und der Hausfrau Yolanda Echavez († 2003). Im Alter von 17 Jahren zog er alleine in die Hafenstadt Barranquilla, wo er sich mit Gelegenheitsjobs durchschlug, bis er eine Stelle als Produktionsassistent beim regionalen Sender Tele Caribe bekam, die es ihm erlaubte, Geschichten zu schreiben, das Leben zu beobachten und die ersten filmischen Gehversuche zu machen. Während dieser Zeit lernte er Regisseure wie Pacho Bottía (Juana tenía los pelos de oro – „Jauna hatte goldene Haare“) und Victor Gaviria (La vendedora de Rosas – „Die Rosenverkäuferin“) kennen, deren Werke ihn sehr begeisterten.
2000 verbrachte Sagbini ein freiwilliges soziales Jahr in Devon, England. In der Camphill Devon Community arbeitete er in der Landwirtschaft und kümmerte sich um die behinderten Bewohner des Bauernhofs. Während seines Aufenthalts baute er gemeinsam mit seinem Englischlehrer eine Theatergruppe mit Behinderten auf und inszenierte mit ihnen mehrere öffentliche Aufführungen in Buckfastleigh und Totnes.
2001 zog Sagbini nach Hamburg und begann an der dortigen Universität Medienkultur (Film) und Ethnologie zu studieren. Zu dieser Zeit drehte er seine ersten zwei Kurz-Dokumentarfilme: „Ali Ramadam – Die Geschichte eines Straßenmusikers“ (Deutschland) und „Así es Colombia“ („So ist Kolumbien“) (Kolumbien). Nach seinem BA an der Universität Hamburg absolvierte er einen Aufbaustudiengang an der Hochschule für bildende Künste  Hamburg bis 2007. Unter seinen Dozenten, den Filmregisseuren Wim Wenders, Fatih Akın und Gerd Roscher, entstanden die Kurzspielfilme In der Morgendämmerung und Invierno („Winter“). Zusammen mit Stepan Chomjakow und anderen jungen Filmemachern gründete er 2005 Kinometer 5, eine Plattform für unabhängige Filmemacher in deutschen und kolumbianischen Programmkinos.
Im Jahr 2013 veröffentlichte Sagbini den Dokumentarfilm „El viaje del acordeón“ („Die Reise des Akkordeons“).

## Filme
Regie
- „Así es Colombia“ („So ist Kolumbien“), Dokumentarfilm (2001/2002)
- „Ali Ramadam – Die Geschichte eines Straßenmusikers“ – Kurz-Dokumentarfilm (2002)
- „Invierno“ („Winter“), Kurzfilm (2005)
- „In der Morgendämmerung“ (El Color del Amanecer) – Kurzfilm (2006)
- „El Viaje del Acordeón“, Abendfüllender Dokumentarfilm (Deutschland – Kolumbien) (2013)

| Personendaten    | Personendaten                           |
| ---------------- | --------------------------------------- |
| NAME             | Sagbini, Reinaldo                       |
| ALTERNATIVNAMEN  | Sagbini Echavez, Reinaldo; Sagbini, Rey |
| KURZBESCHREIBUNG | kolumbianischer Filmemacher             |
| GEBURTSDATUM     | 18. November 1972                       |
| GEBURTSORT       | Valledupar, Kolumbien                   |